# Krater czarnego snu
Krater czarnego snu – powieść fantastycznonaukowa z elementami sensacyjnymi autorstwa Witolda Zegalskiego, wydana w 1960 nakładem Wydawnictwa Poznańskiego w serii Przygoda. Awantura. Sensacja. Powieść była debiutem autora.

## Fabuła
Na Ziemi w przyszłości energia jest przekazywana za pomocą bezprzewodowego przesyłu promieni E. Awaria systemu powoduje wszczęcie śledztwa  w sprawie znalezienia sprawcy zakłócenia. Główną rolę odgrywa tu złowieszczy relikt czasów minionych: podmorski fort uzbrojony w miotacz zabójczych promieni. Ostatecznie podwodne miasto, zbudowane przez osobników pragnących zawładnąć światem, spotyka zagłada.
Autor używa tu wielu neologizmów, opisując świat przyszłości, jak: atomobil (atomowy pojazd drogowy), hydrożyro (wodny żyroplan), librion, telewizyta.

## Odbiór
Antoni Smuszkiewicz ocenia, że powieść jest „pozbawiona głębszych przemyśleń”, a jedynym pozytywnym aspektem są: intrygująca zagadka, wartka akcja i ciekawie pokazana technika przyszłości, które zapewniły jej powieści spore powodzenie u czytelników. Smuszkiewicz i Andrzej Niewiadowski oceniają, że książka wpisuje się w nurt w powojennej polskiej s-f, którą wyznaczyli Astronauci Stanisława Lema i, mimo że autor pozornie odwołuje się do antynazistowskich doświadczeń końca II wojny światowej, w rzeczywistości przekazuje ukrytą przestrogę przed ewentualnymi konsekwencjami zimnowojennego nuklearnego wyścigu zbrojeń, odczuwanego w latach 50.